# Kitsuné Tabloid
 (mars 2023).
Si vous disposez d'ouvrages ou d'articles de référence ou si vous connaissez des sites web de qualité traitant du thème abordé ici, merci de compléter l'article en donnant les références utiles à sa vérifiabilité et en les liant à la section « Notes et références ».
Albums de Digitalism
Idealism
Kitsuné Tabloid (Compiled & Remixed by Digitalism) est un album de remix de musique électronique du groupe allemand Digitalism.

## Pistes de l'album
| 1.    | Baba                          | Mawkish                |  |
| 2.    | Sweaty                        | Muscles                |  |
| 3.    | Tunnel Music                  | Zongamin               |  |
| 4.    | Raise Me Up                   | Hercules & Love Affair |  |
| 5.    | Hold On                       | Holy Ghost             |  |
| 6.    | Filter Jerks                  | Zombie Nation          |  |
| 7.    | Thing That Dreams Are Made Of | The Human League       |  |
| 8.    | Cowbois                       | Shadowdancer           |  |
|       | Put That Pussy On Me          | Spank Rock             |  |
| 9.    | The Pulse                     | Digitalism             |  |
| 10.   | Ending Of An Era              | Midnight Juggernauts   |  |
| 11.   | Space Cowboy                  | The Jonzon Crew        |  |
| 12.   | Diskoding                     | Siriusmo               |  |
| 13.   | Colours                       | Calvin Harris          |  |
| 14.   | Yippiyo Ya                    | The Presets            |  |
| 15.   | If I Was A Wonderman          | Hey Today              |  |
| 16.   | Shake A Fist                  | Hot Chip               |  |
| 17.   | Cheap And Cheerful            | The Kills              |  |
| 18.   | Funplex                       | The B-52's             |  |
| 19.   | Dance In The Dark             | Proxy                  |  |
| 20.   | Le Favier 76                  | Decalicious            |  |
| 21.   | Business Acumen               | In Flagrant            |  |
| 22.   | The Bears Are Coming          | Late Of The Pier       |  |
| 23.   | The Plot                      | Whomadewho             |  |
| 24.   | Echoes                        | Digitalism             |  |
| 51:44 |                               |                        |  |